# Agrilus klotinus
Agrilus klotinus es una especie de insecto del género Agrilus, familia Buprestidae, orden Coleoptera.
Fue descrita científicamente por Curletti & Goergen, 2011.